# Station Berlaar
Station Berlaar is een spoorwegstation langs spoorlijn 16 in de gemeente Berlaar. Het is nu een stopplaats.

## Treindienst
| Serie  | Treinsoort     | Route                                            | Bijzonderheden |
| ------ | -------------- | ------------------------------------------------ | -------------- |
| L 2850 | L-trein (NMBS) | Antwerpen-Centraal – Berlaar – Aarschot – Leuven |                |

## Galerij

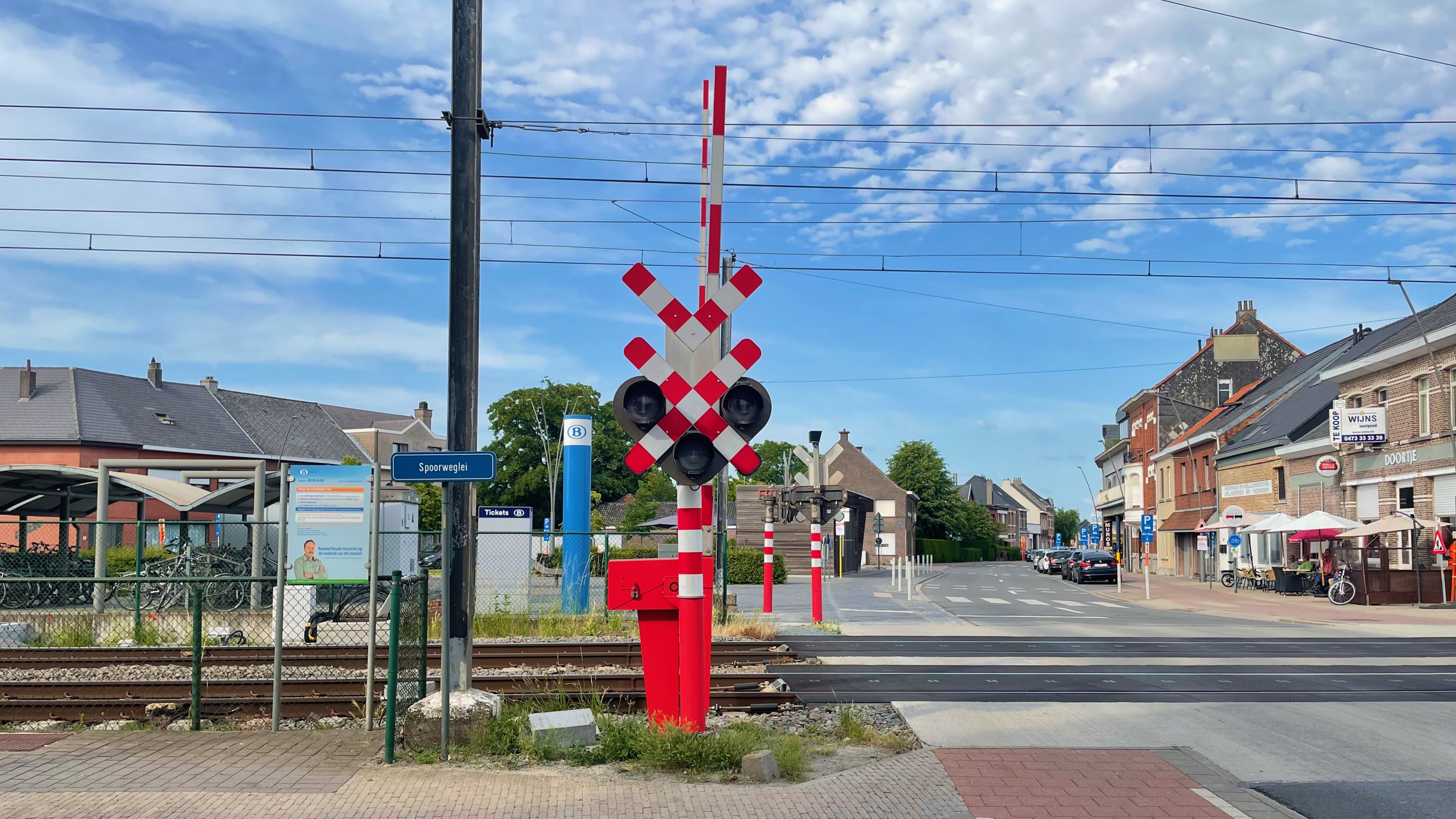
Overweg aan het station
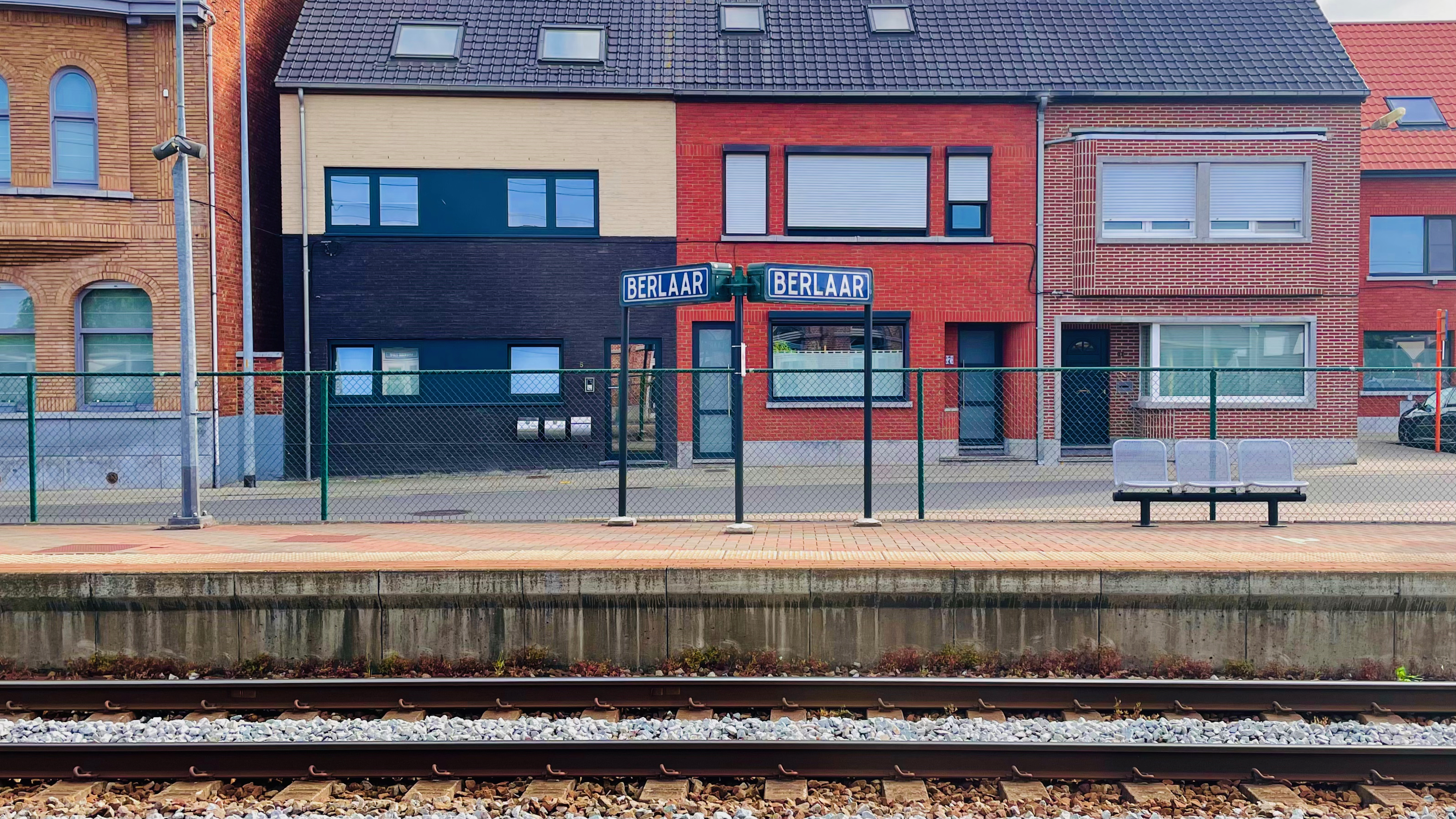
Plaatsnaambord op het perron
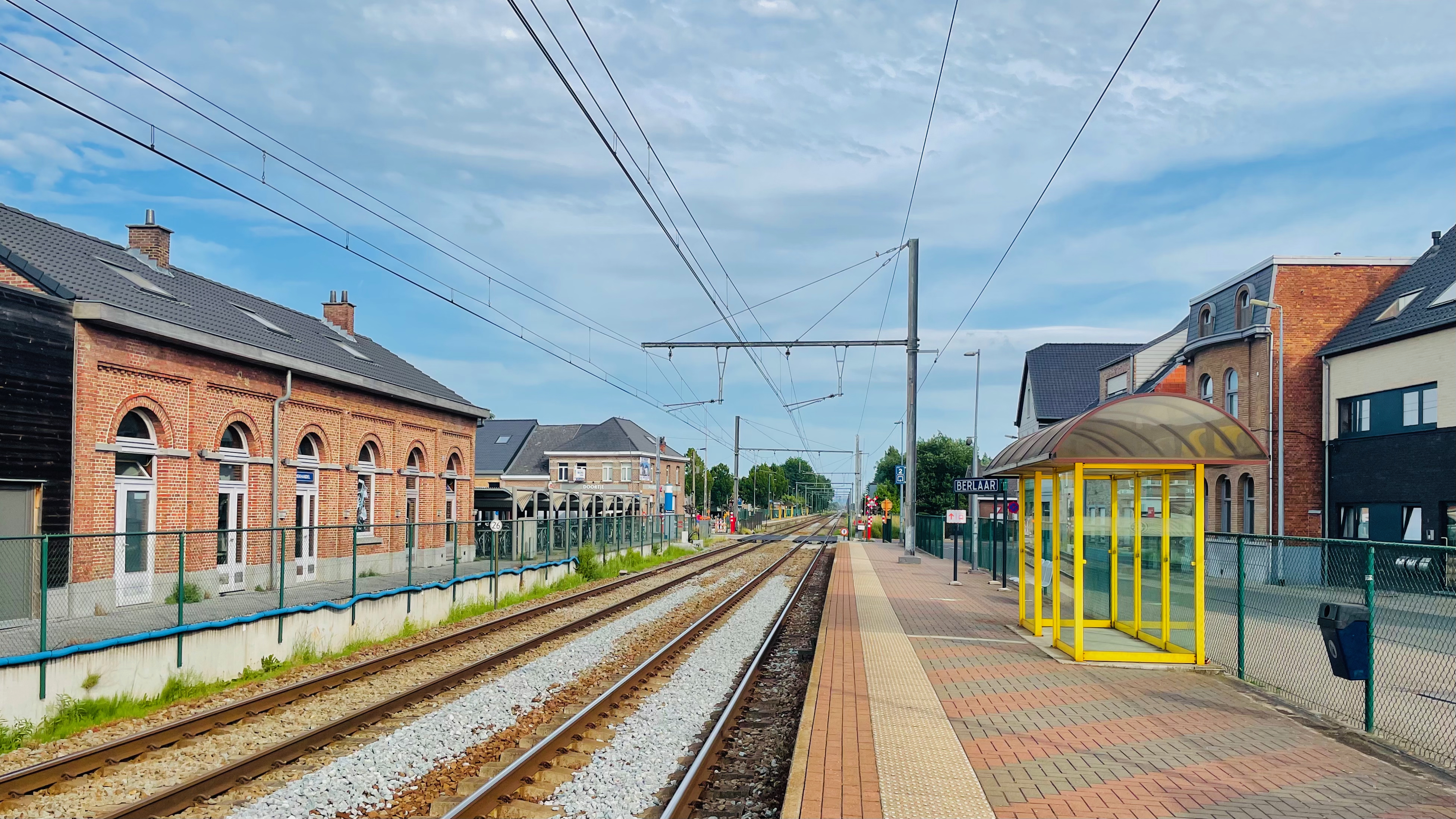
Zicht op de sporen en perron
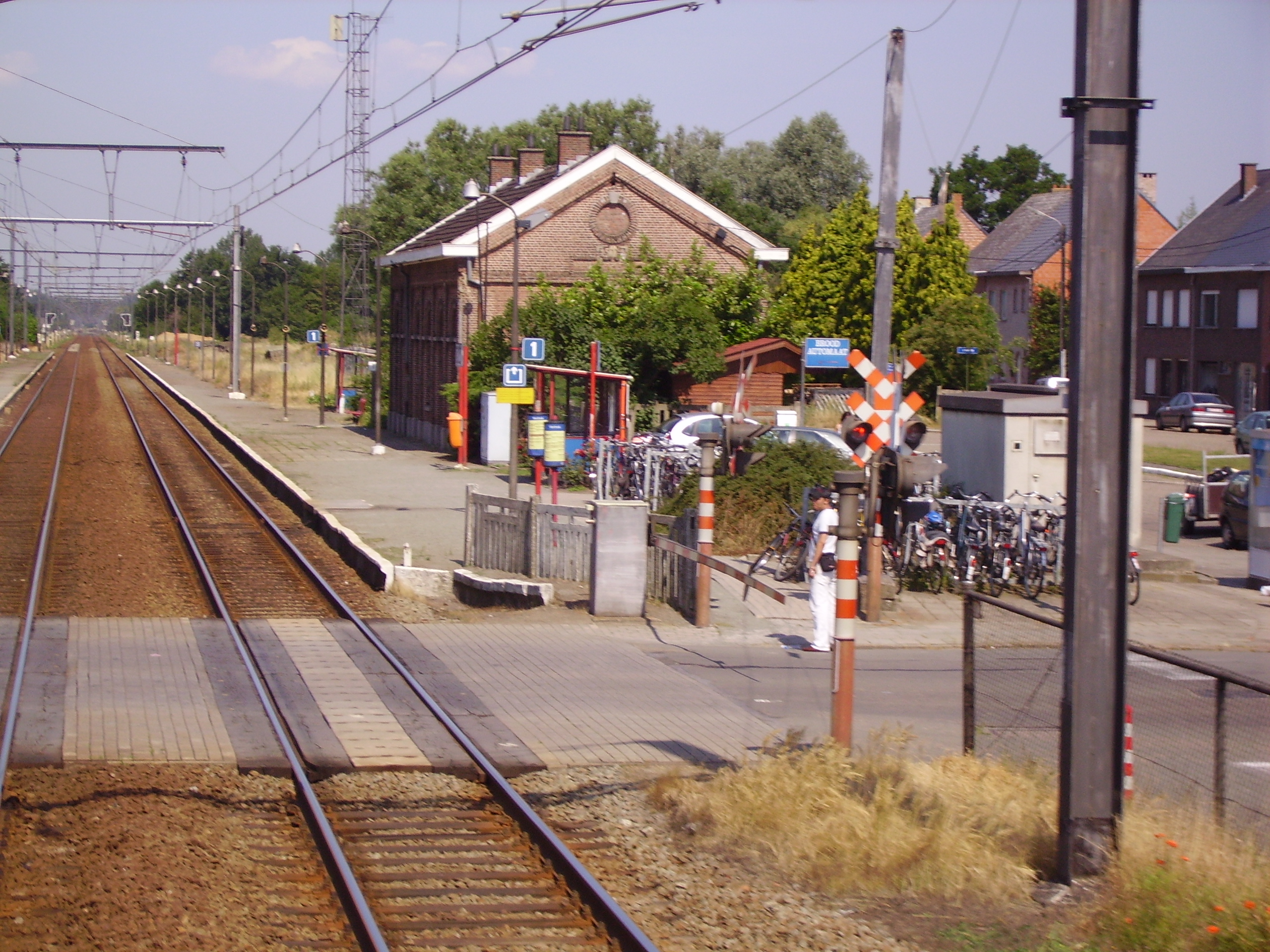

## Reizigerstellingen
De grafiek en tabel geven het gemiddeld aantal instappende reizigers weer op een week-, zater- en zondag.
| Tabel: aantal instappende reizigers station Berlaar | Tabel: aantal instappende reizigers station Berlaar | Tabel: aantal instappende reizigers station Berlaar | Tabel: aantal instappende reizigers station Berlaar |
|                                                     | Weekdag                                             | Zaterdag                                            | Zondag                                              |
| --------------------------------------------------- | --------------------------------------------------- | --------------------------------------------------- | --------------------------------------------------- |
| 1977                                                | 314                                                 | 52                                                  | 33                                                  |
| 1978                                                | 340                                                 | 54                                                  | 25                                                  |
| 1979                                                | 325                                                 | 43                                                  | 53                                                  |
| 1980                                                | 389                                                 | 44                                                  | 29                                                  |
| 1981                                                | 375                                                 | 58                                                  | 62                                                  |
| 1982                                                | 385                                                 | 121                                                 | 88                                                  |
| 1983                                                | 417                                                 | 89                                                  | 63                                                  |
| 1984                                                | 343                                                 | 57                                                  | 36                                                  |
| 1985                                                | 364                                                 | 84                                                  | 75                                                  |
| 1986                                                | 310                                                 | 49                                                  | 59                                                  |
| 1987                                                | 304                                                 | 66                                                  | 46                                                  |
| 1988                                                | 327                                                 | 114                                                 | 53                                                  |
| 1989                                                | 371                                                 | 59                                                  | 67                                                  |
| 1990                                                | 304                                                 | 80                                                  | 54                                                  |
| 1991                                                | 268                                                 | 68                                                  | 57                                                  |
| 1992                                                | 283                                                 | 82                                                  | 54                                                  |
| 1993                                                | 289                                                 | 76                                                  | 52                                                  |
| 1994                                                | 275                                                 | 95                                                  | 91                                                  |
| 1995                                                | 236                                                 | 84                                                  | 88                                                  |
| 1996                                                | 277                                                 | 108                                                 | 116                                                 |
| 1997                                                | 287                                                 | 96                                                  | 87                                                  |
| 1998                                                | 263                                                 | 66                                                  | 70                                                  |
| 1999                                                | 246                                                 | 68                                                  | 94                                                  |
| 2000                                                | 274                                                 | 78                                                  | 90                                                  |
| 2001                                                | 232                                                 | 66                                                  | 99                                                  |
| 2002                                                | 275                                                 | 73                                                  | 117                                                 |
| 2003                                                | 232                                                 | 96                                                  | 102                                                 |
| 2004                                                | 338                                                 | 99                                                  | 114                                                 |
| 2005                                                | 343                                                 | 123                                                 | 119                                                 |
| 2006                                                | 362                                                 | 126                                                 | 164                                                 |
| 2007                                                | 356                                                 | 142                                                 | 177                                                 |
| 2008                                                | -                                                   | -                                                   | -                                                   |
| 2009                                                | 359                                                 | 148                                                 | 158                                                 |
| 2010                                                | -                                                   | -                                                   | -                                                   |
| 2011                                                | -                                                   | -                                                   | -                                                   |
| 2012                                                | 358                                                 | 161                                                 | 214                                                 |
| 2013                                                | 401                                                 | 142                                                 | 205                                                 |
| 2014                                                | 401                                                 | 154                                                 | 153                                                 |
| 2015                                                | 345                                                 | 129                                                 | 205                                                 |
| 2016                                                | 394                                                 | 141                                                 | 189                                                 |
| 2017                                                | 376                                                 | 127                                                 | 127                                                 |
| 2018                                                | 414                                                 | 196                                                 | 195                                                 |
| 2019                                                | 375                                                 | 152                                                 | 193                                                 |
| 2020                                                | 229                                                 | 120                                                 | 147                                                 |
| 2021                                                | -                                                   | -                                                   | -                                                   |
| 2022                                                | 401                                                 | 222                                                 | 245                                                 |
| 2023                                                | 403                                                 | 238                                                 | 208                                                 |
| 2024                                                | 366                                                 | 229                                                 | 146                                                 |

2,9: Kloosterheide ·
7,0: Berlaar ·
10,1: Melkouwen ·
11,2: Itegem ·
13,6: Heist-op-den-Berg ·
16,0: Heide-Lo ·
19,6: Booischot ·
22,1: Begijnendijk